# Brevimyia pulverea
Brevimyia pulverea är en tvåvingeart som först beskrevs av Octave Parent 1933.  Brevimyia pulverea ingår i släktet Brevimyia och familjen styltflugor. Inga underarter finns listade i Catalogue of Life.